# 성남수정경찰서
성남수정경찰서(城南壽井警察署, Seongnam Sujeong Police Station)는 경기도남부경찰청이 관할하는 경찰서 중 하나이다. 경기도 성남시 수정구 일대를 관할한다. 경기도 성남시 수정구 성남대로 1259 (태평동)에 위치하고 있다. 
- 최근 사건
- 2022년 7월 22일 임마뉴엘, 카라큘라, 천호성 변호사 가 불법 점유권 주장하는 대포차 업자부터 차량 자진 압수를 해달라고 했으나 민사사건이랑 피해자를 도와주지 않았다. 그래서 유투버 카라큘라가 라이브 방송을 켜고 방송을 해서 2만명 가까운 시청자들이 보고  경찰서로 달려와 사건이 더 커졌다.

## 기본 정보
- 주소: 경기도 성남시 수정구 성남대로 1259 (태평동)
- 우편번호: 13110

## 관할 파출소 및 지구대
성남수정경찰서는 2개의 지구대와 6개의 파출소를 산하에 두고 있다.
| 명칭           | 사진 | 주소                        | 관할구역                                                               | 치안센터      |
| -------------- | ---- | --------------------------- | ---------------------------------------------------------------------- | ------------- |
| 수진지구대     |      | 모란로 1 (수진동)           | 수진2동, 태평1동                                                       |               |
| 신흥지구대     |      | 시민로 150 (신흥동)         | 신흥1·2·3동                                                            | 신흥1치안센터 |
| 산성파출소     |      | 수정남로 317 (산성동)       | 산성동                                                                 |               |
| 중앙파출소     |      | 수정로 145 (태평동)         | 태평2·3동                                                              |               |
| 수진1파출소    |      | 탄리로 21 (수진동)          | 수진1동                                                                |               |
| 태평4파출소    |      | 남문로 128 (태평동)         | 태평4동                                                                | 신흥2치안센터 |
| 고등파출소     |      | 대왕판교로 942 (시흥동)     | 고등동, 상적동, 시흥동, 사송동, 금토동, 심곡동, 신촌동, 오야동, 둔전동 |               |
| 복정파출소     |      | 복정로 36 (복정동)          | 복정동                                                                 |               |
| 단대파출소     |      | 산성대로437번길 16 (단대동) | 단대동, 양지동                                                         | 양지치안센터  |
| 성남위례파출소 |      | 창곡동 513-4                | 위례동(창곡동)                                                         |               |

## 같이 보기
- 경기도남부지방경찰청